# Моримото, Такаюки
Такаюки Моримото (яп. 森本 貴幸 Моримото Такаюки, род. 7 мая 1988, Кавасаки, Канагава[…]) — японский футболист, выступающий в японском первенстве за клуб «ДЖЕФ Юнайтед».
Моримото является самым молодым японским футболистом, когда-либо выходившим на поле в матче взрослых команд, и самым молодым автором гола в истории J-лиги. Его сравнивали с молодым Роналдо по технике, силе и скорости.
Летом 2006 года Моримото перешёл в «Катанию» из клуба «Токио Верди». Участник Олимпийских игр 2008 года, на которых провёл два матча.
11 июля 2011 года перешёл в «Новару» из Катании на правах совместного владения.
Летом 2013 года 25-летний японец вернулся на родину и выступает за клуб ДЖЕФ Юнайтед.

## Международная карьера
Моримото представлял Японию на чемпионате Азии U-20 в 2004 году и на молодёжном чемпионате мира в 2005 году. В 2008 он был в составе сборной Японии на пекинской олимпиаде.
10 октября 2009 года Моримото дебютировал в составе главной сборной страны в матче против Шотландии, выйдя на замену вместо Рёити Маэда. 14 октября он вышел в стартовом составе в игре против Того и забил свой первый гол за сборную в матче, закончившимся со счётом 5-0.